# Havernas

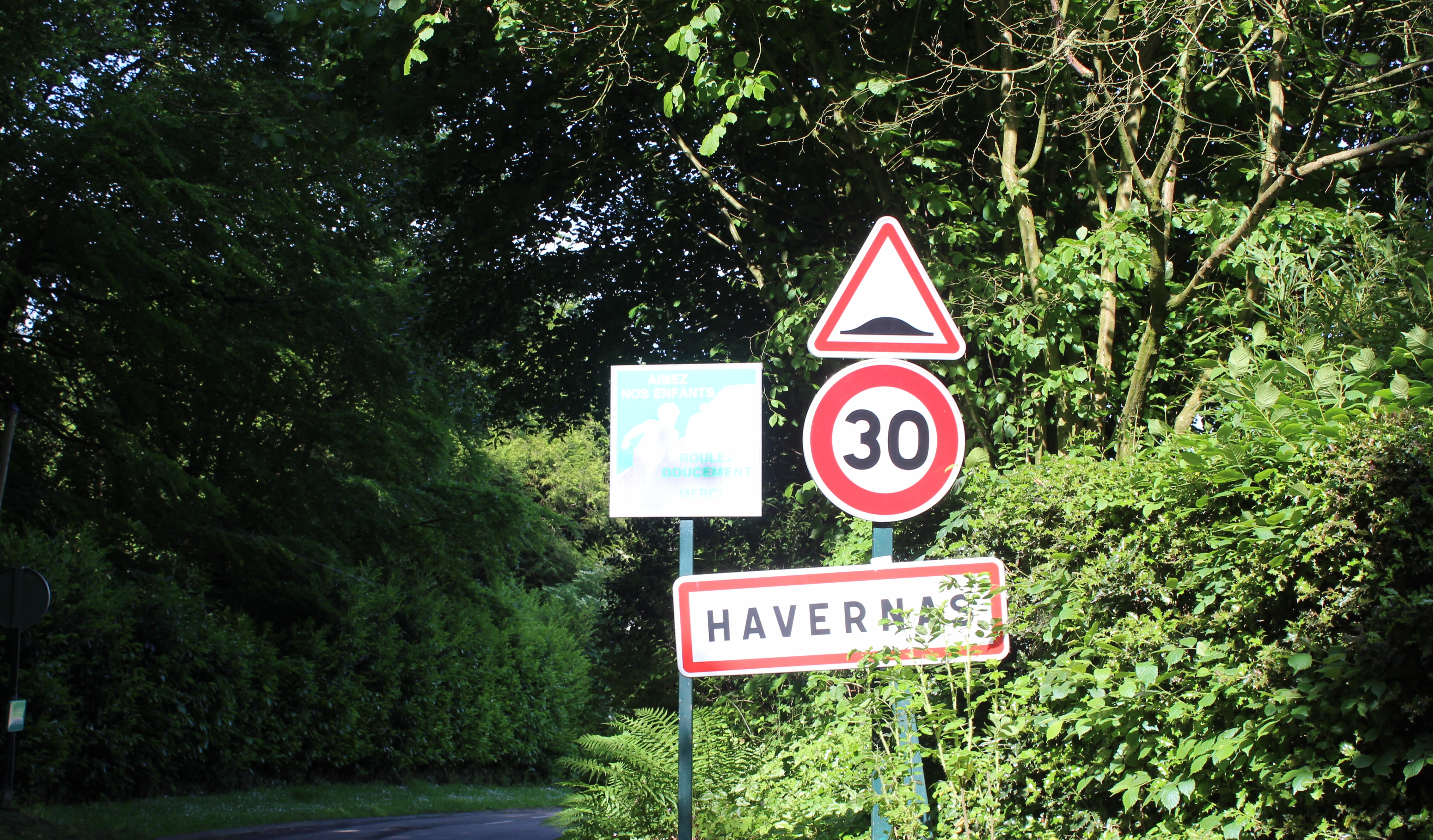
L'entrée du village.

Havernas est une commune française située dans le département de la Somme, en région Hauts-de-France.

## Géographie

### Localisation
Havernas est un village picard de l'Amiénois.
À vol d'oiseau, la localité est située à 7 km au nord-ouest de Villers-Bocage, 9 km au sud-est de Domart-en-Ponthieu, 16 km au sud-ouest de Doullens, 17 km au nord d'Amiens, 30 km au sud-est d'Abbeville et à 48 km au sud-ouest d'Arras.
Le territoire de la commune est limitrophe de cinq communes.
Les communes limitrophes sont  Canaples, Flesselles, Halloy-lès-Pernois, Vignacourt et Wargnies.

### Hydrographie

#### Réseau hydrographique
La commune est située dans le bassin Artois-Picardie. Elle est drainée par la Nièvre.
La Nièvre, d'une longueur de 22 km, prend sa source dans la commune de Naours et se jette  dans la Somme canalisée à L'Étoile, après avoir traversé 13 communes.

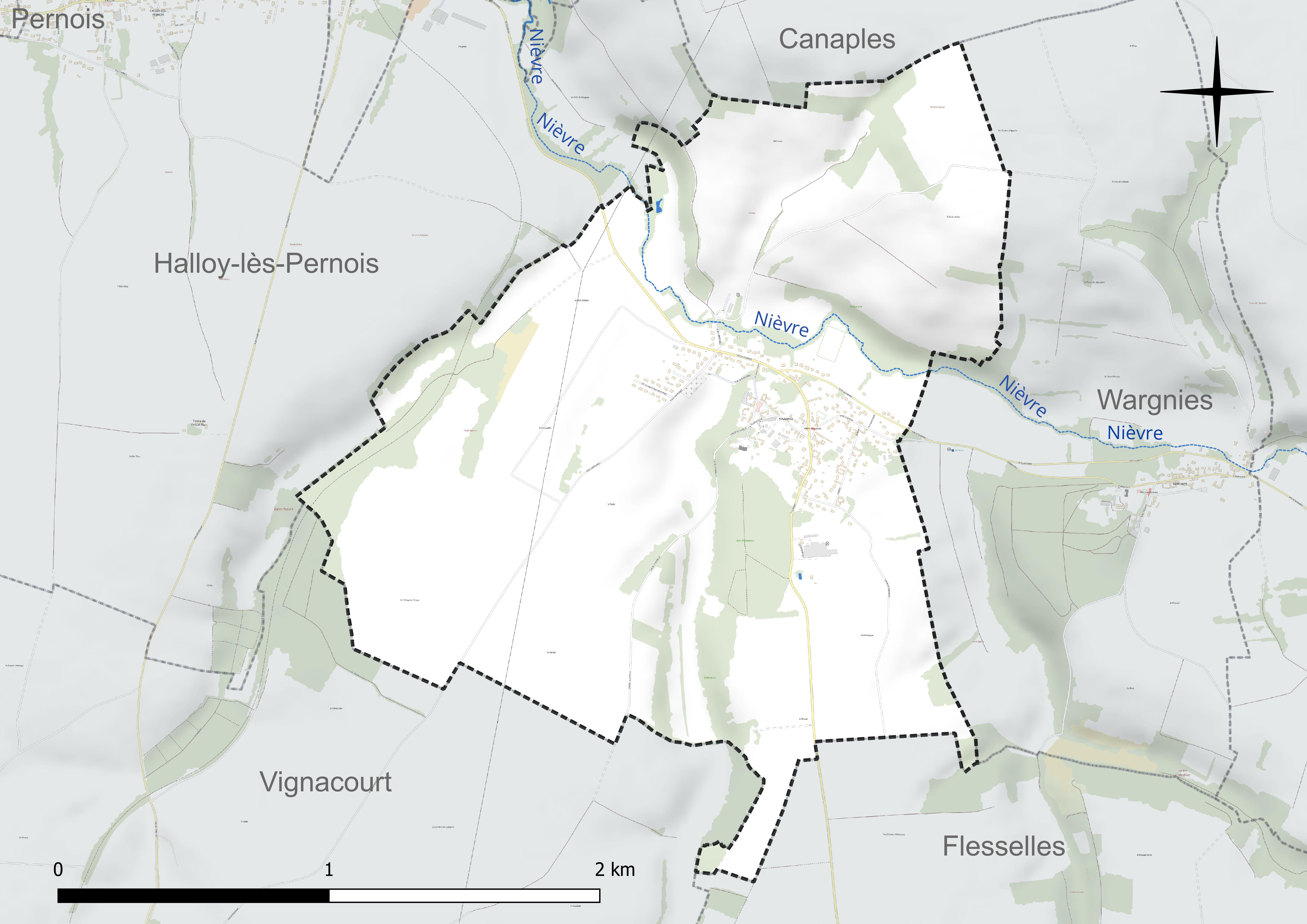
Réseau hydrographique d'Havernas.

#### Gestion et qualité des eaux
Le territoire communal est couvert par le schéma d'aménagement et de gestion des eaux (SAGE) « Somme aval et Cours d'eau côtiers ». Ce document de planification concerne un territoire de 1 835 km2 de superficie, délimité par le bassin versant de la Somme canalisée. Le périmètre a été arrêté le 29 avril 2010 et le SAGE proprement dit a été approuvé le 6 août 2019. La structure porteuse de l'élaboration et de la mise en œuvre est le syndicat mixte d'aménagement hydraulique du bassin versant de la Somme (AMEVA).
La qualité des cours d'eau peut être consultée sur un site dédié géré par les agences de l'eau et l'Agence française pour la biodiversité.

### Climat
Pour des articles plus généraux, voir Climat des Hauts-de-France et Climat de la Somme.
En 2010, le climat de la commune est de type climat océanique dégradé des plaines du Centre et du Nord, selon une étude du CNRS s'appuyant sur une série de données couvrant la période 1971-2000. En 2020, Météo-France publie une typologie des climats de la France métropolitaine dans laquelle la commune est exposée à un climat océanique et est dans la région climatique Côtes de la Manche orientale, caractérisée par un faible ensoleillement (1 550 h/an) ; forte humidité de l'air (plus de 20 h/jour avec humidité relative > 80 % en hiver), vents forts fréquents.
Pour la période 1971-2000, la température annuelle moyenne est de 10,4 °C, avec une amplitude thermique annuelle de 13,9 °C. Le cumul annuel moyen de précipitations est de 776 mm, avec 12,3 jours de précipitations en janvier et 8,7 jours en juillet. Pour la période 1991-2020, la température moyenne annuelle observée sur la station météorologique la plus proche, située sur la commune de Bernaville à 12 km à vol d'oiseau, est de 10,4 °C et le cumul annuel moyen de précipitations est de 877,3 mm,. Pour l'avenir, les paramètres climatiques de la commune estimés pour 2050 selon différents scénarios d'émission de gaz à effet de serre sont consultables sur un site dédié publié par Météo-France en novembre 2022.

## Urbanisme

### Typologie
Au 1er janvier 2024, Havernas est catégorisée commune rurale à habitat dispersé, selon la nouvelle grille communale de densité à sept niveaux définie par l'Insee en 2022.
Elle est située hors unité urbaine. Par ailleurs la commune fait partie de l'aire d'attraction d'Amiens, dont elle est une commune de la couronne,. Cette aire, qui regroupe 369 communes, est catégorisée dans les aires de 200 000 à moins de 700 000 habitants,.

### Occupation des sols
L'occupation des sols de la commune, telle qu'elle ressort de la base de données européenne d'occupation biophysique des sols Corine Land Cover (CLC), est marquée par l'importance des territoires agricoles (80,2 % en 2018), une proportion sensiblement équivalente à celle de 1990 (80,6 %). La répartition détaillée en 2018 est la suivante :
terres arables (73,6 %), forêts (11,2 %), zones urbanisées (8,6 %), zones agricoles hétérogènes (6,7 %). L'évolution de l'occupation des sols de la commune et de ses infrastructures peut être observée sur les différentes représentations cartographiques du territoire : la carte de Cassini (XVIIIe siècle), la carte d'état-major (1820-1866) et les cartes ou photos aériennes de l'IGN pour la période actuelle (1950 à aujourd'hui).

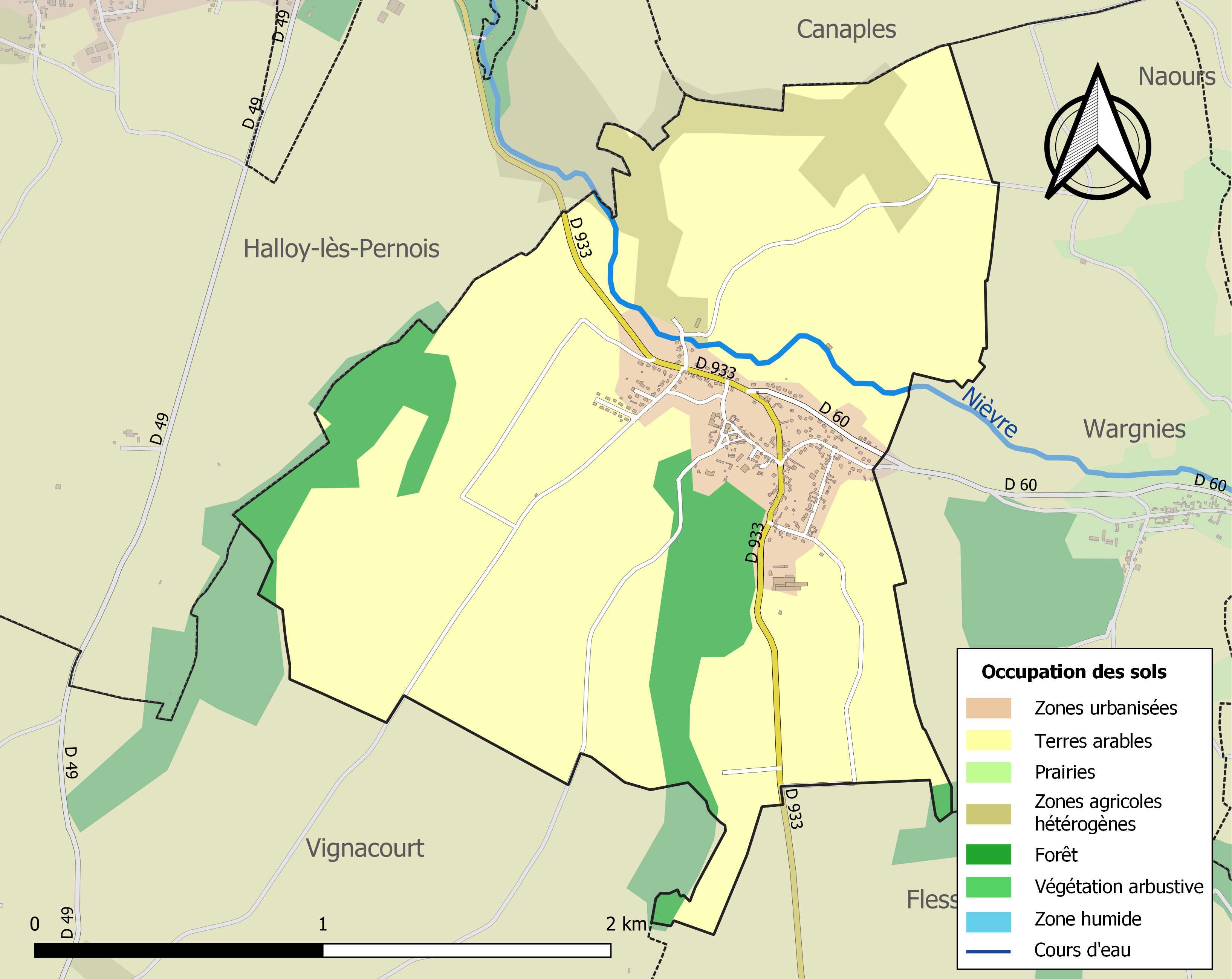
Carte des infrastructures et de l'occupation des sols de la commune en 2018 (CLC).

### Voies de communication et transports
La localité est desservie par la lignes d'autocars no 756 (Havernas - Flesselles - Amiens) du réseau Trans'80, Hauts-de-France, chaque jour de la semaine sauf le dimanche et les jours fériés et la ligne no 725, le jeudi, jour de marché à Doullens.
Havernas était traversé par l'ancienne ligne de chemin de fer de Saint-Roch à Frévent.

## Toponymie
Le nom de la localité est attesté sous les formes Havernast en 1136 ; Hornast en 1144 ; Haurenas en 1186 ; Haurenast en 1300 ; Havrena en 1300 ; Havrenas en 1387 ; Averna en 1579 ; Haverna en 1598 ; Hauvenas en 1648 ; Havernet en 1657 ; Haverna en 1695 ; Hauconnas en 1753 ; Harrenas en 1787 ; Havernas en 1757.

## Histoire
Dès le début du XVIIe siècle et jusqu'à la révocation de l'édit de Nantes en 1685, l'Église réformée d'Amiens célèbre occasionnellement le culte dans le château d'Havernas. Celui-ci appartient à la famille protestante de Saint-Delys.

## Politique et administration

### Rattachements administratifs et électoraux
La commune se trouve depuis 1926 dans l'arrondissement d'Amiens du département de la Somme. Pour l'élection des députés, elle fait partie depuis 2012 de la première circonscription de la Somme.
Elle faisait partie depuis 1801 du canton de Domart-en-Ponthieu. Dans le cadre du redécoupage cantonal de 2014 en France, la commune intègre le canton de Flixecourt.

### Intercommunalité
Havernas était membre de la communauté de communes du Val de Nièvre et environs, créée en 1992.
La loi portant nouvelle organisation territoriale de la République (Loi NOTRe) du 7 août 2015 prescrit, dans le cadre de l'approfondissement de la coopération intercommunale, que les intercommunalités à fiscalité propre doivent, sauf exceptions, regrouper au moins 15 000 habitants.
Dans ce cadre, la petite communauté de communes de l'Ouest d'Amiens (CCOA) n'atteignant pas le seuil requis devait fusionner avec une autre, et le schéma départemental de coopération intercommunale (SDCI) a prévu que ce serait avec celle du Val de Nièvre et environs.
Cette fusion est intervenue le 1er janvier 2017, formant la communauté de communes Nièvre et Somme, dont est désormais membre la commune.

### Liste des maires
| Période                                  | Période                   | Identité                | Étiquette | Qualité                                                                          |
| ---------------------------------------- | ------------------------- | ----------------------- | --------- | -------------------------------------------------------------------------------- |
| Les données manquantes sont à compléter. |                           |                         |           |                                                                                  |
| 1848                                     | 1865                      | Édouard de Brandt       |           |                                                                                  |
| 1865                                     | 1914                      | Charles de Brandt       |           | Vicomte Propriétaire du château Décédé en fonction                               |
| 1914                                     | 1940                      | Édouard de Brandt       |           | Décédé en fonction                                                               |
| 1940                                     | 1942                      | Émile Moutardier        |           | Adjoint de É. de Brandt, le remplace à son décès                                 |
| 1942                                     | 1959                      | Charles de Brandt       |           |                                                                                  |
| 1959                                     | 1975                      | Henriette de Brandt     |           |                                                                                  |
| 1975                                     | 1977                      | Sabine de Francqueville |           |                                                                                  |
| 1977                                     | 1985                      | Michel Voiturier        |           | Instituteur                                                                      |
| 1985                                     | 1989                      | Henri Debril            |           | Cultivateur                                                                      |
| mars 1989                                | juin 2018,                | M. Dominique Proyart,   | PS        | Instituteur Vice-président de la CC Nièvre et Somme (2017 → 2020) Démissionnaire |
| septembre 2018                           | juillet 2020              | Michel Buteau           |           |                                                                                  |
| juillet 2020,                            | En cours (au 8 mars 2021) | Jean-Luc Madani Butin   |           |                                                                                  |

### Distinctions et labels
Village fleuri, le label trois fleurs lui fut attribué en 2007 par le Conseil des Villes et Villages Fleuris de France.
En 2015 : deux fleurs récompensent les efforts locaux en faveur de l'environnement.

## Population et société

### Démographie
L'évolution du nombre d'habitants est connue à travers les recensements de la population effectués dans la commune depuis 1793. Pour les communes de moins de 10 000 habitants, une enquête de recensement portant sur toute la population est réalisée tous les cinq ans, les populations de référence des années intermédiaires étant quant à elles estimées par interpolation ou extrapolation. Pour la commune, le premier recensement exhaustif entrant dans le cadre du nouveau dispositif a été réalisé en 2004.

En 2022, la commune comptait 375 habitants, en évolution de −6,25 % par rapport à 2016 (Somme : −1,26 %, France hors Mayotte : +2,11 %).
| 1793 | 1800 | 1806 | 1821 | 1831 | 1836 | 1841 | 1846 | 1851 |
| ---- | ---- | ---- | ---- | ---- | ---- | ---- | ---- | ---- |
| 363  | 325  | 333  | 398  | 428  | 429  | 439  | 445  | 438  |

| 1856 | 1861 | 1866 | 1872 | 1876 | 1881 | 1886 | 1891 | 1896 |
| ---- | ---- | ---- | ---- | ---- | ---- | ---- | ---- | ---- |
| 425  | 429  | 420  | 384  | 360  | 314  | 286  | 261  | 255  |

| 1901 | 1906 | 1911 | 1921 | 1926 | 1931 | 1936 | 1946 | 1954 |
| ---- | ---- | ---- | ---- | ---- | ---- | ---- | ---- | ---- |
| 255  | 230  | 219  | 173  | 166  | 160  | 157  | 150  | 138  |

| 1962 | 1968 | 1975 | 1982 | 1990 | 1999 | 2004 | 2006 | 2009 |
| ---- | ---- | ---- | ---- | ---- | ---- | ---- | ---- | ---- |
| 138  | 133  | 143  | 297  | 355  | 375  | 356  | 351  | 401  |

| 2014 | 2019 | 2022 | - | - | - | - | - | - |
| ---- | ---- | ---- | - | - | - | - | - | - |
| 403  | 381  | 375  | - | - | - | - | - | - |

### Enseignement
L'école primaire a été fermée. Un regroupement pédagogique concentré (RPC), relevant de l'académie d'Amiens, permet de scolariser les enfants à Villers-Bocage où ils fréquentent ensuite le collège.

## Culture locale et patrimoine

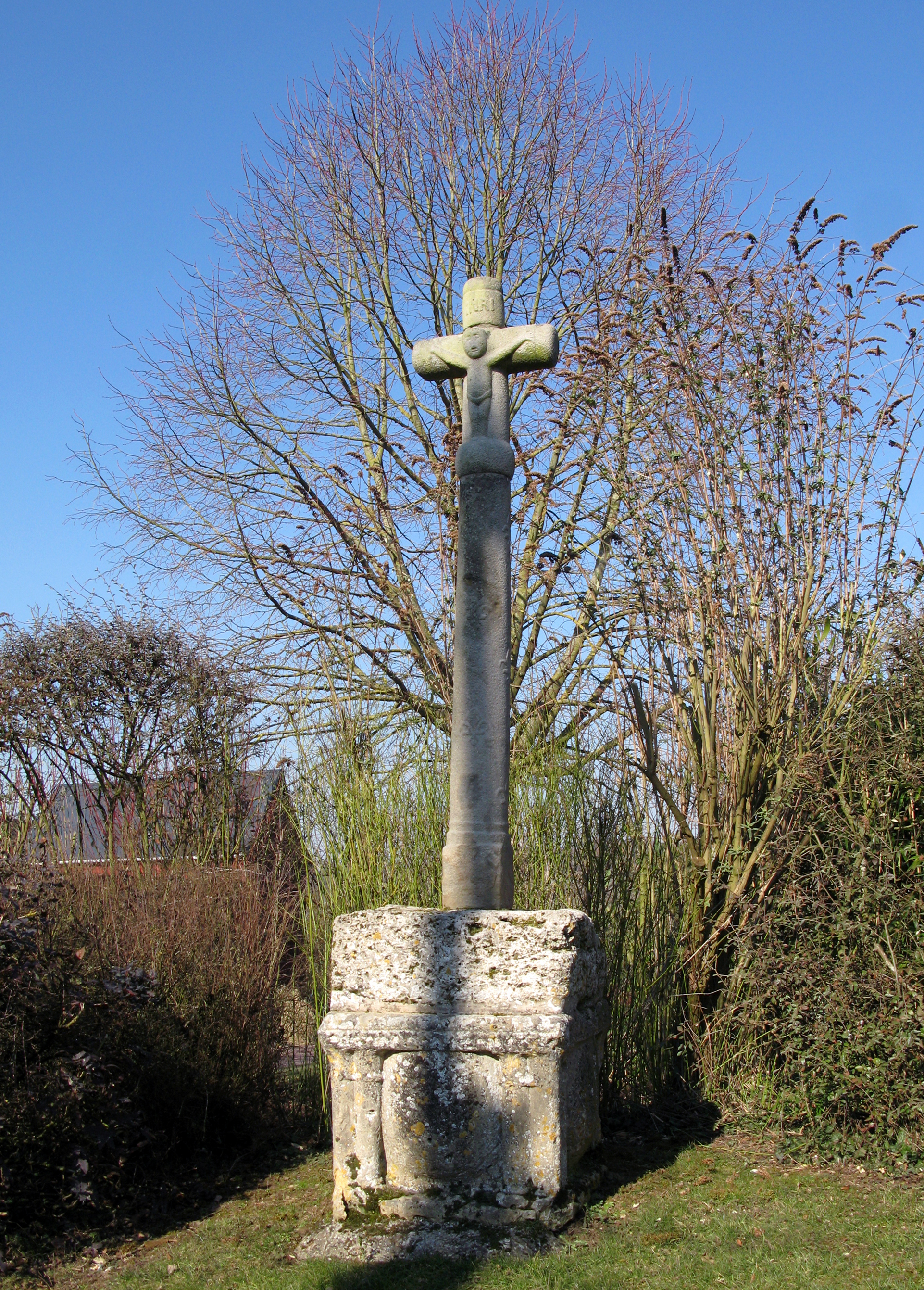
Le calvaire de pierre.

### Lieux et monuments
- Calvaire d'Havernas du XVIIe siècle, sur une place du village soubassement formé d'une cuve baptismale[40],[41].
- Château, 8 place de l'Eglise, inscrit à l'inventaire supplémentaire des monuments historiques en 2014[42],[43].

Ce manoir du XVIIe siècle a été remanié par les architectes Paul et Victor Delfortrie, qui lui donnent, en 1872, l'apparence actuelle du classique de la fin du XVIIe siècle rehaussé d'un riche décor exécuté par le sculpteur Hesse. Au sud, la façade est tournée vers le parc et présente deux ailes en retrait.
Les armes des familles de Brandt et Le Gorgue de Rosny sont sculptées sur le fronton.
- L'église Saint-Georges, de style néogothique, construite de 1872 à 1875 sur les plans de Paul et Victor Delfortrie sur l'emplacement d'une église antérieure. Les décors sculptés de l'église, notamment les clochetons et les fonts baptismaux, sont du sculpteur Alexandre Hesse[45],[46].
- Chapelle funéraire dans le parc du château, datée de 1840. C'est la sépulture de la famille de Calonne[44].
- Église Saint-Georges du XIXe siècle.
- Le bois d'Havernas prolonge le parc du château et le village sur le plateau au sud. Incendié durant la Seconde Guerre mondiale, il a été replanté de conifères.

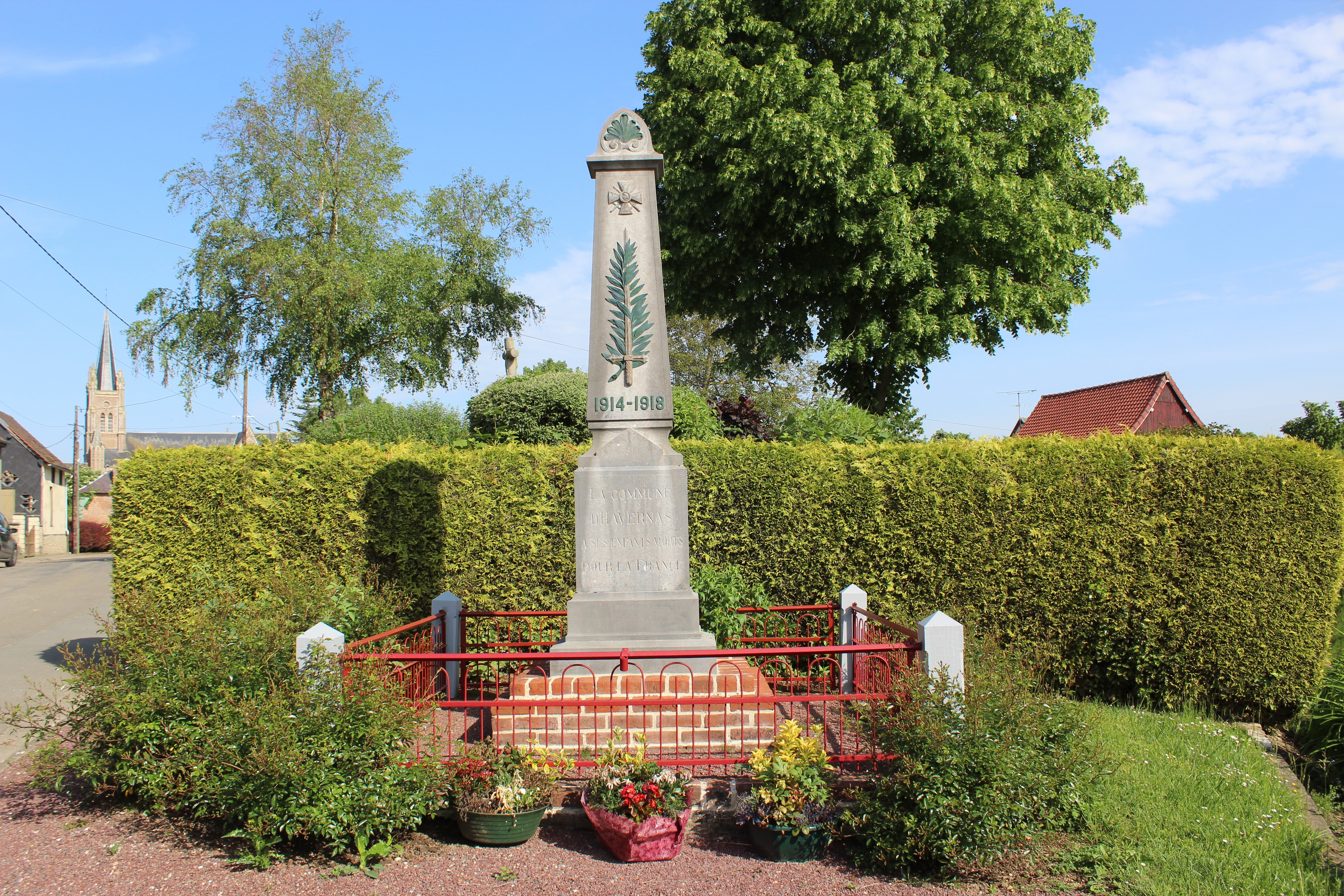
Le monument aux morts.
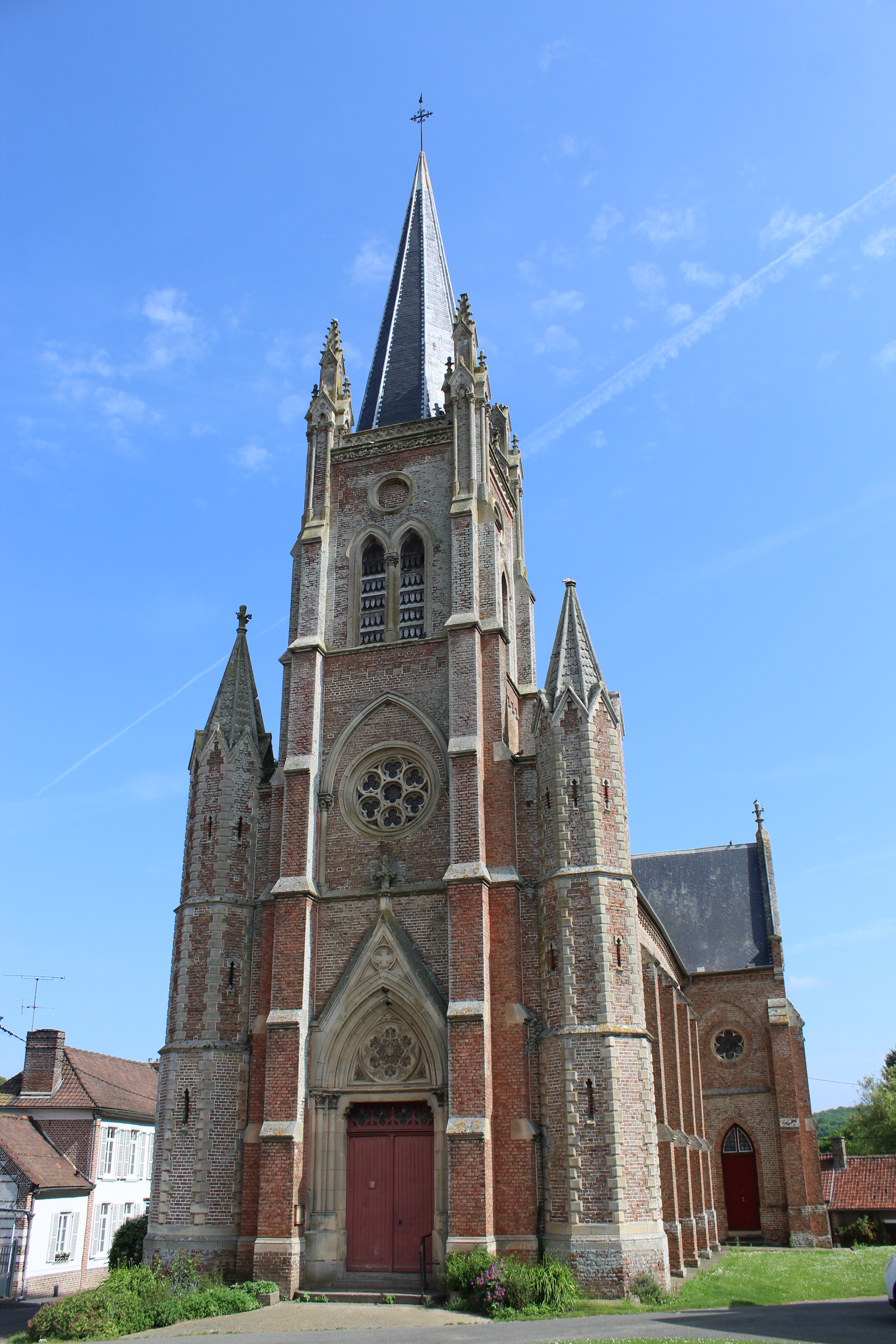
L'église Saint-Georges.
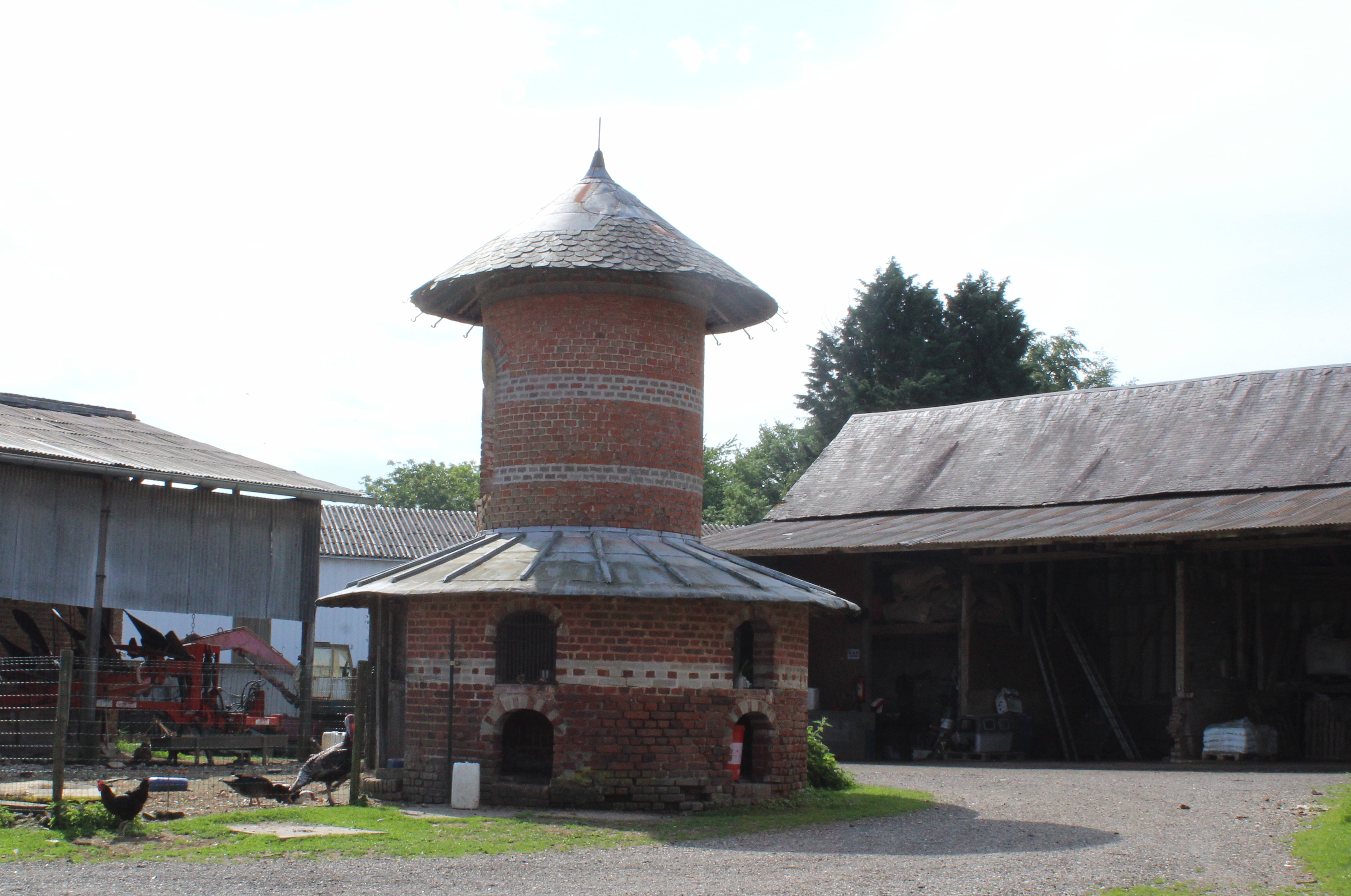
Remarquable pigeonnier circulaire au centre d'une cour de ferme.
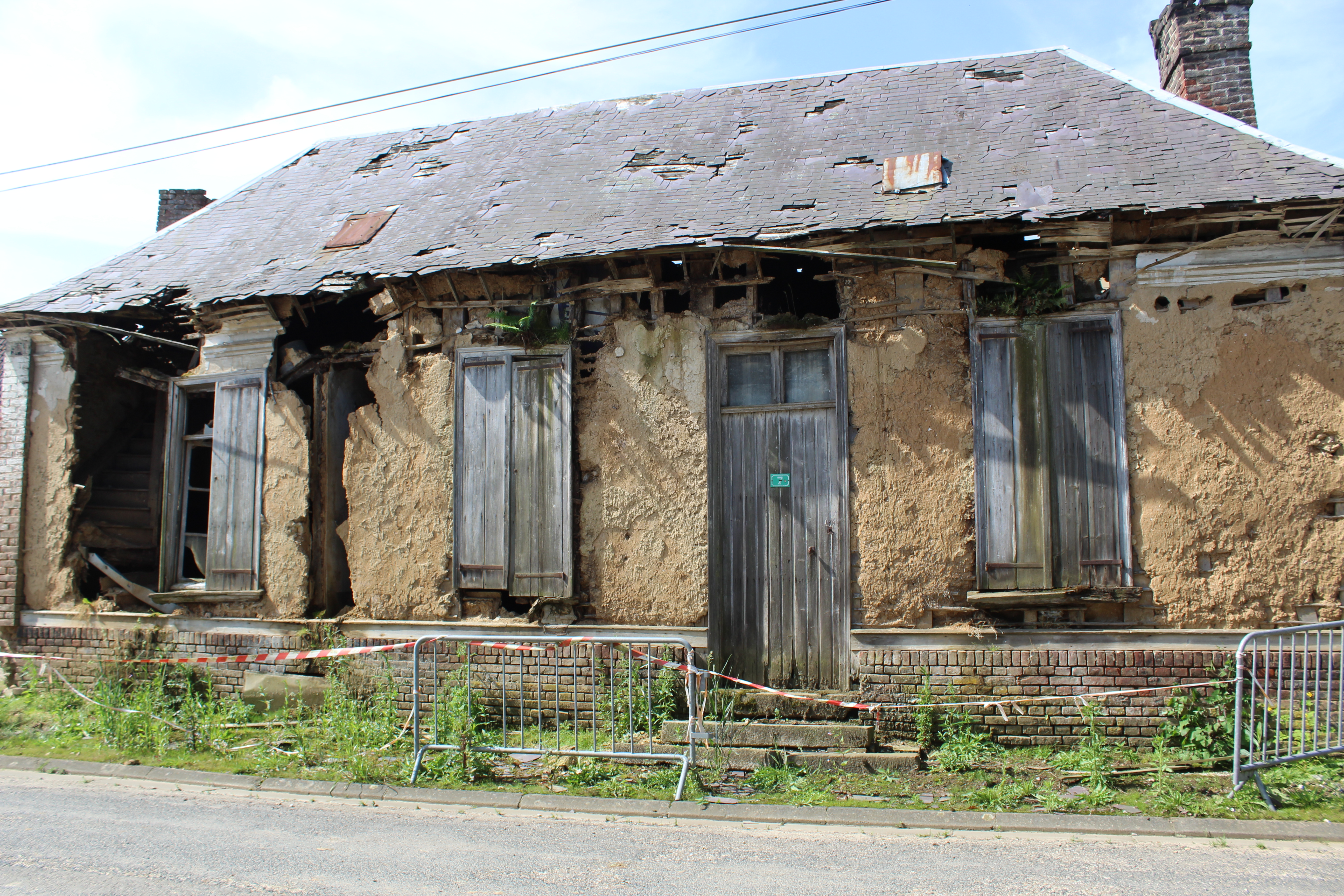
Vieille maison en torchis.

### Personnalités liées à la commune
La famille de Brandt a géré la commune de 1848 (avec Edouard) jusqu'en 1977 (avec Sabine de Franqueville, née de Brandt).

### Héraldique
| Blason de Havernas | Blason  | D'or à l'arbre terrassé de sinople, la couronne de l'arbre chargée d'un filet d'or formant la lettre majuscule cursive H, à l'église et au château du lieu, d'argent, essorés de sable, rangés en bande et émergeant d'un taillis de sinople mouvant de la pointe, brochant en pointe sur la terrasse. |
| Blason de Havernas | Détails | Le statut officiel du blason reste à déterminer. |